# انجیرتیغی پنکیکی
انجیرتیغی پنکیکی (نام علمی: Opuntia chlorotica) نام یک گونه از سرده انجیرتیغی است.